# ズリーナ・ムニョス
ズリーナ・グアダルーペ・ムニョス・グラヘダ（スペイン語: Zulina Guadalupe Muñoz Grajeda、1987年8月10日 - ）は、メキシコの女子プロボクサー。メヒコ州チコロアパン出身。第5代WBC女子世界スーパーフライ級王者。

## 来歴
2005年3月11日、メヒコ州ネサワルコヨトルでミリアム・セラーノと対戦し、初回KO勝ちを収めデビュー戦を白星で飾った。
2006年4月28日、ネサワルコヨトルでマグダレナ・レイジャとNABF女子北米バンタム級初代王座決定戦を行い、2回54秒TKO勝ちを収め王座獲得に成功した。
2006年5月26日、メヒコ州クアウティトラン・イスカリでフレディ・ゴンザレスと対戦し、3-0の判定勝ちを収め初防衛に成功した。
2006年7月5日、トルーカでマーサ・レティシア・アレバロと対戦し、初回1分20秒TKO勝ちを収め2度目の防衛に成功した。
2006年9月2日、アカプルコでフレディ・ゴンザレスと再戦し、7回19秒TKO勝ちを収め3度目の防衛に成功した。
2007年6月29日、トラルネパントラ・デ・バスでマグダレナ・レイジャと再戦し、7回KO勝ちを収め4度目の防衛に成功した。
2007年9月15日、ロストックでGBU女子世界スーパーフライ級王者アレシア・グラフと対戦し、プロ初黒星となる0-3の判定負けを喫し王座獲得に失敗した。
2008年2月23日、ミチョアカン州ラ・ピエダーでジェシカ・トレホとノンタイトル10回戦を行い、3回KO勝ちを収め再起に成功した。
2008年6月21日、メヒコ州チコロアパンでマリア・エレナ・ビラロボスとWBC女子インターナショナルバンタム級王座決定戦を行い、3-0の判定勝ちを収め王座獲得に成功した。
2008年9月6日、ティフアナでガリーナ・コレヴァ・イヴァノヴァとWBC女子世界バンタム級王座決定戦を行ったが、1-1の判定で引き分けた為、王座獲得に失敗した。
2010年2月19日、マタモロスでヨランダ・セグラとメキシコ女子バンタム級王座決定戦を行い、初回1分50秒TKO勝ちを収め王座獲得に成功した。
2010年3月27日、メキシコシティでヤズミン・リバスとWBC女子世界バンタム級初代ユース王座決定戦を行い、3-0の判定勝ちを収め王座獲得に成功した。
2010年5月15日、チコロアパンでサルマ・カナレスと対戦し、3-0の判定勝ちを収め初防衛に成功した。
2010年7月9日、メキシコシティでマイヤリン・リバスと3度目の対戦し、0-1の判定で引き分けたが2度目の防衛に成功した。
2010年8月28日、トルーカでマグダレナ・レイジャと3度目の対戦し、7回39秒TKO勝ちを収め3度目の防衛に成功した。
2010年12月18日、グアナフアト州セラヤでパトリシア・オルドネスと対戦し、初回1分34秒TKO勝ちを収め4度目の防衛に成功した。
2011年1月14日、メキシコシティでマグダレナ・レイジャと4度目の対戦し、3-0の判定勝ちを収め5度目の防衛に成功した。
2011年3月25日、メキシコシティでジュディス・ロドリゲスと対戦し、3-0の判定勝ちを収め6度目の防衛に成功した。
2011年5月28日、メキシコシティでエステファニア・フランコと対戦し、4回10秒、フランコの棄権により7度目の防衛に成功した。
2011年7月16日、ネサワルコヨトルでキャンディ・サンドバルとWBC女子世界バンタム級シルバー王座決定戦を行い、3-0の判定勝ちを収め王座獲得に成功した。
2011年8月27日、ウアマントゥラでベレーナ・クレスポと対戦し、2回1分42秒TKO勝ちを収め初防衛に成功した。
2011年12月1日、メキシコシティでフレディ・ゴンザレスと再戦し、3-0の判定勝ちを収め2度目の防衛に成功した。
2012年1月28日、メキシコシティでパウリナ・カルドナと対戦し、3回1分40秒TKO勝ちを収め3度目の防衛に成功した。
2012年5月19日、グアナフアト州セラヤでキャンディ・サンドバルと再戦し、3-0の判定勝ちを収め4度目の防衛に成功した。
2012年9月29日、モレリアでガブリエラ・ブービエとWBC女子世界スーパーフライ級シルバー王座決定戦を行い、9回1分59秒TKO勝ちを収めシルバー王座の2階級制覇を果たした。
2012年11月24日、メキシコシティのフォロ・ポランコでアナ・マリア・トーレスの名誉王座認定に伴い空位になったWBC女子世界スーパーフライ級王座決定戦をマリベル・ラミレスと行い、3-0の判定勝ちを収め王座を獲得した。
2013年3月2日、タマウリパス州リオ・ブラボーで天海ツナミと対戦し、3-0の判定勝ちを収め初防衛に成功した。
2013年5月25日、グアナフアト州レオンでソレダード・マセドと対戦し、4回1分16秒TKO勝ちを収め2度目の防衛に成功した。
2013年8月3日、トルーカでマリベル・ラミレスと対戦し、初回1分49秒KO勝ちを収め3度目の防衛に成功した。
2013年11月30日、トルーカでマリッサ・ジョアンナ・ポルティージョと対戦し、8回1分23秒反則勝ちにより4度目の防衛に成功した。
2014年3月1日、メヒコ州ナウカルパンでアレシア・グラフと再戦し、3-0の6回負傷判定勝ちにより5度目の防衛に成功した。
2014年6月28日、イダルゴ州エパソユカンでレナタ・ドムソディと対戦し、6回1分31秒TKO勝ちを収め6度目の防衛に成功した。
2014年9月27日、プラヤ・デル・カルメンでカリーナ・エルナンデスとノンタイトル10回戦を行い、3-0の判定勝ちを収めた。
2014年12月13日、ヌエボ・レオン州ペスケリアでオルガ・フリオとノンタイトル10回戦を行い、3-0の判定勝ちを収めた。
2016年11月12日、Carolina Alvarezに3-0判定勝利し10度目の防衛成功。
2017年5月13日、グアダルーペ・マルティネスと対戦するが、0-3判定で敗れ王座陥落。
2021年11月13日、デンマークにてディナ・ソルスランドが持つWBO女子世界バンタム級王座に挑戦するが。7回KO負けを喫し2階級制覇を逃す。

## 戦績
- 59戦 53勝(30KO) 4敗 2分

## 獲得タイトル
- NABF女子北米バンタム級王座
- WBC女子インターナショナルバンタム級王座
- WBC女子世界バンタム級ユース王座
- WBC女子バンタム級シルバー王座
- WBC女子スーパーフライ級シルバー王座
- 第5代WBC女子世界スーパーフライ級王座（防衛6）